# جیمی رولف
جیمی رولف (انگلیسی: Jimmy Rolfe؛ زادهٔ ۸ فوریهٔ ۱۹۳۲) بازیکن فوتبال سابق اهل انگلستان است که در باشگاه‌های فوتبال لیورپول، چستر و کرو آلکساندرا بازی می‌کرد.
از باشگاه‌هایی که در آن بازی کرده‌است می‌توان به باشگاه فوتبال باکستون و باشگاه فوتبال بارو اشاره کرد.